# Пожезіни-Мендле
Пожезіни-Мендле (пол. Porzeziny-Mendle) — село в Польщі, у гміні Городиськ Сім'ятицького повіту Підляського воєводства.
Населення — 87 осіб (2011).
У 1975-1998 роках село належало до Білостоцького воєводства.

## Демографія
Демографічна структура станом на 31 березня 2011 року:
|          | Загалом | Допрацездатний вік | Працездатний вік | Постпрацездатний вік |
| -------- | ------- | ------------------ | ---------------- | -------------------- |
| Чоловіки | 41      | 6                  | 28               | 7                    |
| Жінки    | 46      | 12                 | 24               | 10                   |
| Разом    | 87      | 18                 | 52               | 17                   |